# Emetofilija
Emetofilija je seksualni fetiš odnosno parafilija u kome seksualno zadovoljstvo izaziva povraćanje, bilo da osoba sama povraća ili netko povraća po njoj. Ponekad se za takvu praksu koristi eufemistički izraz rimski tuševi, što je referenca na praksu namjernog povraćanja tijekom starorimskih gozbi.
Medicina svrstava ovo oboljenje u parafilije, kategoriju srodnih duševnih poremećaja u grupi poremećaja spolne sklonosti.